# Ръб
Ръб е външният, издаден край на две допиращи се плоскости (повърхности). В геометрията дефиницията за ръб е линията, получена от пресичането на две повърхнини, както и сегментите, които маркират границата на страните на плоска (равнинна) фигура.

## Общо понятие
Ръбът като общо понятие е края на нещо, мястото, където то свършва, например ръб на маса.

## Ръб в геометрията
Линията, която очертава многоъгълник в равнина, се нарича страна, но понякога се нарича и ръб, тъй като когато този многоъгълник е част от многостен тази линия става ръб, а самият многоъгълник става страна (или стена) на многостена. Така в стереометрията ръбът е линията, където се допират всеки две съседни страни на триизмерната фигура.

### Ойлерова характеристика
Ойлеровата характеристика формулира връзката между броя върхове (B), ръбове (P) и страни (C) на всеки многостен, от което се получава формулата на Ойлер за изпъкнали многостени:
{\displaystyle B-P+C=2}
Така например кубът има 8 върха, 12 ръба и 6 страни (8-12+6=2).

## Ръб в текстилната промишленост
Когато се отнася за текстил, ръбът е подгънатият и обшит край на плат, както и мястото, където са зашити два плата един към друг.
Декоративните шевици по ръба на плат, както и самият плат с такива украси, се нарича кенар.

## Друго значение
- Водещ и заден ръб – части от крилото, съответно широката предна част, където се разделя въздушния поток и задната изтъняваща част, където свършва крилото.
- Режещ ръб – долната остра част от острието на нож, наричана още вторичен скос.
- Фалшив ръб (false edge) – при някои ножове, частично заточване откъм гърба на клина.
- „на ръба съм“ – последен етап преди друго действие.

## Изкуство
- „На ръба“ – авторски спектакъл на Александър Морфов[3]